# Caso Peirano
El Caso Peirano fue una investigación y proceso judicial uruguayo sobre lavado de activos y fraude ocurrido en 2002. El suceso es conocido por haber sido la mayor crisis bancaria uruguaya, la estafa se calculó en más de 800 millones de dólares y la consiguiente pérdida de confianza en el sistema financiero del país.
En el año 2002 se detuvo en el curso de estas investigaciones a Jorge Peirano Facio, sus hijos Jorge, Dante y José Peirano Basso, así como a otros exmiembros del llamado Grupo Peirano (también conocido como Grupo Velox). Juan Peirano Basso también fue detenido y extraditado desde Estados Unidos a Uruguay en 2006. 
En 2011 los tres hermanos fueron puestos en libertad tras cumplir prisión preventiva, en la que estuvieron cerca de cinco años y cuatro meses. Aunque el proceso terminó en Uruguay, los hermanos Peirano Basso aún tenían pendiente una solicitud de extradición desde Argentina y Paraguay.

## Contexto
La familia Peirano estaba vinculada con la política uruguaya y ligada al Opus Dei, una prelatura religiosa de la Iglesia católica. Sus integrantes eran fuertes contribuyentes a la obra de José María Escrivá de Balaguer. Además, Jorge Peirano Facio —abogado, escritor, político y banquero que se desempeñó como Ministro de Industria y Comercio de Uruguay entre 1968 y 1969 y Canciller de la República entre 1970 y 1971— y su hijo Juan Peirano Basso formaron parte de la Orden de Malta. El padre poseyó el título de la «Gracia Maestral de la Soberana Orden de Malta», a la que ingresó en octubre de 1968 y de cuyo consejo en Uruguay formó parte junto con Hugo Eguiluz Paulier, que llegó a ser presidente del Banco Central de ese país.
Las empresas que tenían los Peirano eran sociedades anónimas de tipo cerrado de índole familiar en que más del 70 % de las acciones eran de Peirano Facio. Este último contrajo matrimonio con Vanda Alva Basso y tuvo siete hijos. Cuatro de ellos, Juan, Jorge, Dante y José Peirano Basso, se repartieron el resto de las acciones y participaciones de las compañías. Otros familiares también fueron accionistas y ocuparon los cargos de directores y administradores.
El padre y los cuatro hijos fueron citados a declarar en el juzgado de la calle San José 1132 y se les solicitó una orden de captura. Todos fueron detenidos, menos el hermano mayor, que se dio a la fuga. Juan Peirano Basso, con doble nacionalidad uruguaya e italiana y entonces de 56 años, fue arrestado en Miami en 2006 para su extradición por solicitud de la jueza uruguaya Gatti Santana, perteneciente al Penal de Séptimo Turno. Sus hermanos Dante, José y Jorge, acusados también por fraude bancario, se encontraban en prisión en Uruguay desde agosto de 2002.

## Grupo Peirano
Peirano Facio controlaba el 70 % de las acciones del Grupo Peirano (o también llamado Grupo Velox). Sus hijos eran directores de organizaciones financieras y empresas del mismo grupo en varios países, cuyas acciones combinadas representaban el 30 % restante. Se estimó en 120 las empresas de la familia Peirano Basso distribuidas en distintas naciones. En este sentido, el grupo poseía o controlaba a través de sus acciones empresas en Uruguay, Argentina, Brasil, Paraguay, Ecuador, Canadá, Perú, Europa e Islas Caimán.
En Uruguay
- Banco de Montevideo (desde 1991).
- Banco La Caja Obrera (desde 2001).
- Indumex Casa de Cambio.
- Cambio Libertad.
- Capital AFAP.
- Terminal Tres Cruces (Gralado S.A.).
- Compañía Oriental de Transporte S.A. (COT).
- Establecimiento Juanicó.
- Aeropuerto Internacional de Laguna del Sauce.
- Sociedad Comercial Estancia Santa Elena.
- Balmoral Plaza Hotel.
- Mtg Urzatron.

En otros países
- Banco Alemán de Paraguay (desde 1989).
- Financiera Parapití (Paraguay).
- Shopping del Sol (Paraguay).
- Banco Velox (Argentina, desde 1983).
- Supermercados Disco (Argentina).
- Techint (Argentina).
- Siderar (Argentina).
- Estancias Los Chorrillos y Los Quinqués (Argentina).
- Supermercados Santa Isabel (en Chile y Perú).
- Finambras Corretora de Cambio, Títulos e Valores Mobiliarios (Brasil).
- Trade & Commerce Bank (Islas Caimán, desde 1988).[16][17]

En diciembre de 2002, Peirano Facio volvió a ser procesado y encarcelado por fraude, treinta años después de su primera quiebra fraudulenta y arrestado en Uruguay por el delito de «insolvencia societaria fraudulenta», una estafa bancaria de 800 millones de dólares estadounidenses. A lo largo de la carrera delictiva de Jorge Peirano Facio, miles de personas perdieron sus ahorros en las instituciones bancarias que controlaba.

## Instancias
El 15 de mayo de 2002 vencía el plazo que el Banco Central de Uruguay (BCU) había dado para que el Grupo Peirano depositara los 45 millones de dólares. El 21 de junio de 2002 el BCU ordenó la intervención del Banco Montevideo y del Banco la Caja Obrera, ambos propiedades del grupo Peirano. El 8 de agosto de 2002, fueron detenidos Jorge Peirano Facio y tres de sus cuatro hijos, así como los exmiembros del directorio y gerentes Mario San Cristóbal, Juan Domingo Ratti y Marcelo Gua.
En 2003 el juez uruguayo Pablo Eguren que investigaba al Grupo Peirano, responsable de la quiebra de dos entidades financieras en Montevideo, citó a prestar declaración a los exejecutivos de la empresa holandesa Ahold, accionista mayoritario de los supermercados argentinos Disco. Varios de los bienes de la familia Peirano fueron embargados.

«Los Peirano cometieron graves delitos equiparables al atentado a la Constitución con una pena mínima de diez años».
José Díaz Ministro del Interior de Uruguay en 2005.

Juan Peirano Basso fue uno de los principales prófugos uruguayos por cuarenta y cuatro meses, siendo el último de los hermanos en ser detenido.
Estuvo en Miami, Estados Unidos, país que le concedió una visa permanente (tarjeta verde). El 9 de diciembre de 2005, la jueza estadounidense Karen Smith de la Suprema Corte del estado de Nueva York, lo condenó a pagar varios millones de dólares a un grupo de acreedores paraguayos, que habían iniciado una demanda en ese país contra Juan Pierano Baso.
En tanto el juez estadounidense Martín Schoenfeld lo citó y demandó. Juan Peirano Basso fue detenido en 2006 y extraditado a Uruguay en 2008. El 15 de septiembre del mismo año, mientras estuvo detenido en el Módulo 6 de la Cárcel de Santiago Vázquez —antes conocido como Complejo Carcelario o Comcar— fue herido de una puñalada provocada por otro recluso.
En 2010 la prensa encontró una cuenta bancaria en Suiza de Juan Peirano y su exesposa Letizia Vejo Mailhos.
En agosto de 2016 los hermanos Jorge, Dante y José Peirano Basso fueron procesados en Uruguay por administración fraudulenta de una sociedad anónima; en el caso de José, se incorporó además el delito de asociación para delinquir. Ese año, Argentina pidió la extradición de Juan Peirano Basso tras el cierre del grupo bancario Velox. Un conjunto de ahorristas argentinos reclamó el pago de 33 millones de dólares, tras el cierre de varias empresas. Paraguay también pidió su extradición.
Desde 1994 Peirano Facio sufría una insuficiencia cardíaca.
El 27 de noviembre de 2002 Jorge Peirano Facio fue detenido y procesado; en el juicio se comprobaron varias estafas multimillonarias. Dijo su hijo al respecto:

«Tengo grabada en mi memoria la entrada de mi padre en la cárcel a sus ochenta y dos años. Lo veo atravesar la reja con el señorío de siempre, con la humildad sabia de las vidas largas y exprimidas, con su traje gris oscuro de finas rayas claras, con el nudo de corbata bien acabado, y con el trabacorbata debajo del chaleco impecable, con sus gemelos de siempre y el llavero de cadena; elegante en su natural sobriedad, como si entrara a su casa, a su oficina, a casa de un amigo, al teatro, al ministerio o a la universidad. No había en su rostro una expresión de tragedia. Y vivíamos una tragedia».
Jorge Peirano Basso evoca en su libro una de los ingresos a prisión de su padre Jorge Peirano Facio,
27 de noviembre de 2002.

Jorge Peirano Facio falleció de insuficiencia cardíaca en la Cárcel Central de Montevideo, el 20 de abril de 2003 a los 83 años.
Después hubo denuncias que cuestionaron si Peirano había fingido su muerte.
El 2 de octubre de 2003, el Juzgado Letrado de Primera Instancia en lo Penal de Primer Turno, dispuso la exhumación de su cadáver sin la presencia de abogados ni de familiares. Gracias a los exámenes de ADN, se confirmó que el cadáver era el de Jorge Peirano Facio.
Todo el asunto suscitó reacciones en la prensa.
La jueza Beatriz Larrieu utilizó para probar la maniobra la declaración del coliquidador del Trade & Commerce Bank (TCB) Jonathan Kahlberg. En un informe dirigido a la Corte de Gran Caimán, dice:

«La familia Peirano retiró los depósitos realizados por los clientes del Trade & Commerce Bank con el fin de financiar al Grupo Velox y sus estilos de vida».
Jonathan Kahlberg, informe de coliquilador en 2003.

## Sentencia
En el marco del proceso iniciado el 8 de agosto de 2002, Dante, José y Jorge Peirano Basso fueron condenados por el delito económico de insolvencia societaria fraudulenta en 2013.
Este delito es conocido popularmente como «vaciamiento de empresa», y es penado en Uruguay por la Ley 14.095.
En 2007 los tres hermanos recuperaron su libertad luego de más de cinco años presos. Para ello debieron presentar una fianza de 250 mil dólares cada uno; la resolución tuvo lugar tras una serie de peticiones y un informe final el N.º 35/07, Caso 12 553 de la Comisión Interamericana de Derechos Humanos (CIDH) del 1 de mayo de 2007.
En 2008 Juan Peirano Basso fue procesado por la jueza Graciela Gatti, luego de ser extraditado desde Estados Unidos.
En 2009, Jorge Periano Basso escribe el libro Es la vida.
En 2010 un Tribunal de Apelaciones clausuró el proceso después de que el Parlamento Uruguayo derogara el Artículo 76 de la Ley 2.230, que preveía penas para quienes cometen fraudes en sociedades anónimas, y por el cual habían sido procesados los banqueros Peirano.
El 29 de mayo de 2011 el primero de los tres excarcelados por la jueza Graciela Gatti fue Dante Peirano Basso.
En 2011, los tres hermanos fueron puestos en libertad por la prisión preventiva que habían cumplido, estuvieron cerca de cinco años y cuatro meses en prisión.
En 2013, once años después de su procesamiento, los hermanos Peirano Basso tenían su sentencia. La jueza Beatriz Larrieu condenó a Dante y José a cumplir nueve años de prisión, mientras que a Jorge lo sentenció a tres años. A todos les tipificó el delito de «insolvencia societaria fraudulenta». En el mismo año, quedaba habilitado para ejercer con el título de abogado y procurador Jorge Peirano Basso.
En 2015 la jueza uruguaya Patricia Hernández condenó a los hermanos Peirano Basso a resarcir al Banco Central del Uruguay en 340 millones de dólares estadounidenses, una cifra que se basó en un informe de la Superintendencia de Instituciones Financieras del Banco Central del Uruguay, que calculaba el montón de las transferencias ilegales que provocaron el vaciamiento del Banco Montevideo. Este juicio por resarcimiento duró catorce años.

## Extradición
En 2018 de la mano del fiscal Enrique Rodríguez (del departamento especializado en Delitos Económicos y Complejos) entregó un informe que le solicitó el juez Marcelo Malvar (del Juzgado en lo Penal de 43° Turno), sobre la sede que tendría competencia en una solicitud de extradición del empresario Juan Peirano Basso, que fue solicitada desde Argentina.
Uno de los problemas con que se enfrentaron las autoridades uruguayas es que Peirano Basso estaba en Estados Unidos, más precisamente en Miami. De acuerdo a una investigación periodística uruguaya que se realizó para que lo localizaran, lo detectaron en varias localidades estadounidenses. Peirano Basso usaba varios seudónimos como John P. Basso, John P. Vasso y John P. Vazzo.
Fue detenido en el Coral Gables en Miami por el Servicio de Inmigración y Control de Aduanas del Departamento de Seguridad Nacional de los Estados Unidos el 19 de mayo de 2006, previo seguimiento, debió declarar ante la Corte Federal del Distrito Sur de Florida.

## Repercusiones

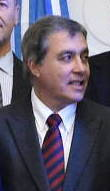
Claudio Paolillo autor de La cacería del caballero.

Se escribieron varios libros sobre el tema, el investigador Julio Kneit redactó El gran fraude de los Peirano en dos tomos. Otros libros fueron La cacería del caballero y Con los días contados del periodista y editor Claudio Paolillo. La cacería del caballero fue en Uruguay un libro superventas y estuvo entre los diez más vendidos en 2006. También el político y politólogo Fernando Amado, publicó al respecto de este caso que sacudió la economía uruguaya.
En marzo de 2009, Jorge Peirano Basso escribió la obra Es la vida.
Aunque el proceso terminó en Uruguay, los hermanos Jorge, José y Dante Peirano Basso tienen pedido pendiente de extradición desde Argentina y Paraguay. La exesposa de Peirano Basso, Letizia Vejo y su hijo mayor Juan Salustiano Peirano Vejo están imputados en Argentina por fraude y por que oficiarían como testaferros del empresario que es buscado por asociación ilícita tras el cierre del Grupo Velox.
El 20 de mayo de 2023, fue detenido en su domicilio José Peirano Basso fue extraditado a Paraguay  y luego regreso a Uruguay donde se encontraba en libertad por gracia de la Suprema Corte de Justicia, con trabajo, familia y arraigo en el país. En enero de 2024 Juan Peirano fue detenido por Interpol al ser requerido por la justicia de Paraguay por maniobras fraudulentas contra los ahorristas del Banco Alemán y el vaciamiento del Fondo Mutuo Banaleman, causas que a la fecha están abiertas.
En Uruguay fue trasladado a Fiscalía especializada en Delitos Económicos y se le aplicaron medidas medidas cautelares, hasta que la justicia uruguaya determine si hace lugar al pedido de extradición.